# A Plague of Lighthouse Keepers
A Plague of Lighthouse Keepers è un brano musicale del gruppo musicale britannico Van der Graaf Generator, tratto dal loro quarto album in studio Pawn Hearts (1971).
Il brano è una suite lunga circa 23 minuti, comprendente l'intero lato B del disco. La traccia si contraddistingue per i numerosi cambi di tempo e di tonalità, incorporando in sé elementi di musica concreta.

## Registrazione
La traccia venne incisa nel corso di varie sessioni, intervallate all'attività live della band. Per questo motivo, ci vollero circa quattro mesi per registrare tutte le sezioni del brano, venendo unite durante la successiva fase di mixaggio. Secondo il produttore John Anthony, la traccia presentava una maggiore ricercatezza rispetto agli album precedenti, dichiarando che "abbiamo spinto al limite le capacità del Trident, utilizzando ogni singolo registratore presente negli studi di registrazione". Le sperimentazioni includevano varie tecniche, come la manipolazione del nastro, e ricerche sonore tramite l'utilizzo di mellotron e sintetizzatore. David Jackson affermò che una parte del bando venne sovraincisa ben 16 volte. 
Alle registrazioni partecipò anche Robert Fripp dei King Crimson come ospite alla chitarra, il cui contributo può essere ascoltato nei minuti 8:10-10:20 e verso la fine della canzone.

## Testo
Intervistato da Sounds, Peter Hammill dichiarò:"È semplicemente la storia di un guardiano del faro, di base è solo quella. Viene narrato il suo senso di colpa e i suoi complessi nel vedere morire le persone, lasciando che esse periscano senza poterle aiutare. Non c'è davvero una fine, sta a te decidere. [Il guardiano] O decide di uccidersi, oppure combatte i suoi fantasmi, riuscendo poi a vivere in pace. [...] A livello psichico/religioso, si parla di come lui viene a patti con se stesso, e alla fine perde completamente la testa fino alla follia, o alla trascendenza. In entrambi i casi, è alla fine. [...] E poi la canzone tratta anche dell'individuo che viene a patti con la società: questo è il terzo livello..."

## Accoglienza
AllMusic definisce la canzone "monumentale", ma ritiene che "non sia così concisa come avrebbe potuto essere". D'altra parte, Mojo apostrofa l'opera come "assurda". L'album Pawn Hearts non si rivelò un successo nel Regno Unito, ma riscontrò un notevole successo in Italia.

## Sezioni del brano
Tutte le parti sono state composte da Peter Hammill, eccetto dove indicato.
A Plague of Lighthouse Keepers – 23:04 – including:
- Eyewitness - 2:25
- Pictures/Lighthouse (musica: Banton, Jackson) - 3:10
- Eyewitness - 0:54
- S.H.M. - 1:57
- Presence of the Night - 3:51
- Kosmos Tours (musica: Evans; testo: Hamill) - 1:17
- (Custard's) Last Stand - 2:48
- The Clot Thickens (musica: Hammill, Banton, Evans, Jackson; testo: Hammill)  - 2:51
- Land's End (Sineline) (musica: Jackson; testo: Hammill) - 2:01
- We Go Now (musica: Banton, Jackson) - 1:51